# Zygfryd Glaeser
Zygfryd Paweł Glaeser (ur. 14 września 1963 w Krapkowicach) – polski ksiądz katolicki, profesor nauk teologicznych, wykładowca Wydziału Teologicznego Uniwersytetu Opolskiego.

## Życiorys
Święcenia kapłańskie przyjął w 1988 z rąk abp. Alfonsa Nossola.
W 1995 na Wydziale Teologii Katolickiego Uniwersytetu Lubelskiego Jana Pawła II na podstawie rozprawy pt. Pneumatologiczna eklezjologia Nikosa A. Nissiotisa uzyskał stopień naukowy doktora nauk teologicznych, specjalność: teologia ekumeniczna. Na tym samym wydziale w 2000 na podstawie dorobku naukowego i rozprawy pt. Ku eklezjologii „Kościołów siostrzanych”. Studium ekumeniczne otrzymał stopień doktor habilitowany nauk teologicznych, specjalność: teologia ekumeniczna. Tytuł naukowy profesora nauk teologicznych uzyskał w 2008. W 2007 roku otrzymał Śląską Nagrodę im. Juliusza Ligonia.
Specjalizuje się w teologii ekumenicznej. Jest kierownikiem Katedry Teologii Kościołów Wschodnich w Instytucie Ekumenizmu i Badań nad Integracją Wydziału Teologicznego Uniwersytetu Opolskiego. W latach 2008–2010 był dyrektorem Sanktuarium św. Jacka oraz Centrum Kultury i Nauki WT UO w Kamieniu Śląskim.
W 2019 został członkiem Rady Naukowej czasopisma „Studia i Dokumenty Ekumeniczne”.

## Wybrane publikacje
- W jednym Duchu jeden Kościół. Pneumatologiczna eklezjologia Nikosa A. Nissiotisa (1996) ISBN 83-86865-08-3
- Ku eklezjologii Kościołów Siostrzanych (2000) ISBN 83-88071-37-8
- Kościoły Siostrzane w dialogu (2002), ISBN 83-88939-40-8
- Pielgrzymowanie a integracja (wraz z Janem Góreckim, 2005), ISBN 83-88939-94-7
- Eucharystia w dialogu. Wokół bilateralnych uzgodnień doktrynalnych Kościoła prawosławnego na temat Eucharystii (2007) ISBN 83-8686557-1
- Pontyfikat ekumenicznej nadziei. Z Janem Pawłem II na drogach ekumenii (2008) ISBN 978-83-60244-88-3